# Jane Espenson
Jane Espenson, née le 14 juillet 1964 à Ames (Iowa), est une scénariste et productrice de télévision américaine qui a notamment travaillé sur les séries télévisées Buffy contre les vampires, Battlestar Galactica et Once Upon a Time. 

## Biographie

### Débuts et révélation critique (1994-2006)
À l’âge de 13 ans, passionnée de séries télévisées, elle tente d'écrire un épisode de la série M.A.S.H. mais cela se révèle être, selon ses propres termes, « un désastre ». Elle étudie ensuite la linguistique et l'informatique à l’UC Berkeley où elle obtient son diplôme après avoir notamment été assistante de recherche de George Lakoff, et, en 1989, la possibilité s’offre à elle de soumettre des scénarios pour Star Trek : La Nouvelle Génération (The Next Generation) et, par la même occasion, de mettre un petit pied en travers des dernières portes ouvertes de l’industrie du show business.
De 1991 à 1998, elle écrit pour l'empire ABC / Disney, notamment pour la série Dinosaures, une sitcom qui présente la vie de famille de dinosaures parlants, et pour Ellen, une sitcom tournant autour d’une actrice principale, première dans l’histoire de la télévision à mettre en scène son coming out dans un épisode, ce qui a obligé le réseau ABC à placer un avertissement parental au début de chacun d’entre eux.
En 1998, elle rejoint l’équipe de scénaristes de Mutant Enemy, société de production créée par Joss Whedon, et écrit un total de vingt-trois épisodes pour Buffy contre les vampires et deux pour Angel. Elle est la seule de l’équipe (à part le créateur de la série Joss Whedon et la productrice déléguée Marti Noxon) à qui est confié l'écriture de plus de cinq épisodes de Buffy en une seule saison (six épisodes lors de la saison 7). Elle participe à la production de la série à partir de la saison 4, terminant à la fin de la série comme coproductrice déléguée. En 2003, elle est récompensée par le prix Hugo pour l'épisode Connivences. Espenson demeure particulièrement connue pour les épisodes comiques à succès qu'elle a écrits pour Buffy contre les vampires.

### DeBattlestar GalacticaàOnce Upon a Time(2006-)
Après l'arrêt de Buffy contre les vampires, elle est ensuite coproductrice déléguée de la série Gilmore Girls et travaille de 2006 à 2009 sur Battlestar Galactica en tant que scénariste et productrice déléguée. Elle officie ensuite en tant que show runner (responsable de la production) sur Caprica, le spin-off de Battlestar Galactica, considérant par la suite que ce choix était une erreur car cette responsabilité l'empêchait de donner le meilleur d'elle-même pour l'écriture.
En 2009, elle est la cocréatrice de la série Warehouse 13. La même année, elle retrouve Joss Whedon pour la seconde saison de sa quatrième série, Dollhouse, sur laquelle elle officie en tant que consultante, et signe deux épisodes. Elle est ensuite engagée sur Torchwood : Le Jour du Miracle, une fois de plus en tant que scénariste et coproductrice déléguée.
En 2011, après un passage par la salle d'écriture de la première saison de Game of Thrones, elle rejoint la série fantastique Once Upon A Time comme scénariste et productrice consultante. Là encore, elle échoue à installer un spin-off sur lequel elle officie en tant que consultante : Once Upon a Time in Wonderland ne connaît qu'une saison en 2013.

## Filmographie

### Scénariste

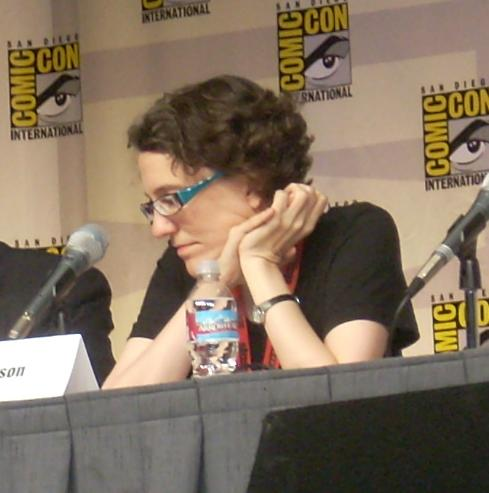
Jane Espenson lors du Comic-Con 2009.

- 1994 : Monty (saison 1, épisode 6)
- 1994 : Dinosaures (saison 4, épisodes 4 et 11)
- 1995 : Me and the Boys (1 épisode)
- 1996 : Star Trek : Deep Space Nine (saison 4, épisode 16 : Le Syndicat)
- 1996 : L'Homme de nulle part (saison 1, épisode 23)
- 1996 - 1997 : Joyeuse pagaille (4 épisodes)
- 1997 : Ellen (saison 5, épisodes 9 et 12)
- 1998 - 2003 : Buffy contre les vampires : 23 épisodes : Effet chocolat, Intolérance, Voix intérieures, Désillusions, L'Esprit vengeur, La Fin du monde (en collaboration), 314, Superstar, Le Double, Triangle, L'Inspection (en collaboration), Chagrin d'amour, La Quête, Résurrection, La Tête sous l'eau (en collaboration), Tous contre Buffy (en collaboration), Fast food, Vice versa, Connivences (en collaboration), Ça a commencé (en collaboration), Rendez-vous dangereux, Sous influence et La Fin des temps, partie 1 (en collaboration).
- 1999 - 2000 : Angel (épisodes L'Appartement de Cordelia et L'Usurpateur)
- 2002 : Firefly (saison 1, épisode 4 : Le Duel)
- 2003 : Newport Beach (saison 1, épisode 3)
- 2003 - 2004 : Gilmore Girls (saison 4, épisodes 4 et 16)
- 2005 : Tru Calling : Compte à rebours (saison 2, épisode 3)
- 2005 : The Inside : Dans la tête des tueurs (4 épisodes)
- 2006 : Jake in Progress (saison 2, épisode 8)
- 2006 - 2009 : Battlestar Galactica (5 épisodes)
- 2007 : Andy Barker, P.I. (saison 1, épisode 2 - en collaboration)
- 2007 : Batman (saison 4, épisodes 12 et 13)
- 2007 : Eureka (saison 2, épisode 7)
- 2008 - 2009 : Battlestar Galactica: The Face of the Enemy (10 episodes)
- 2009 : Dollhouse (saison 1, épisodes 10 et 11)
- 2009 : Battlestar Galactica: The Plan (téléfilm)
- 2009 : Warehouse 13 (saison 1, épisode 1 - également co-créatrice)
- 2010 : Caprica (saison 1, épisodes 5 et 19)
- 2011 : Game of Thrones (saison 1, épisode 6)
- 2011 : Torchwood : Le Jour du Miracle (5 épisodes)
- 2011 : Buffy contre les vampires, Saison huit : La série animée (1 episode)
- 2011 : Torchwood: Web of Lies (1 épisode)
- 2011 - 2014 : Husbands (20 épisode)
- 2011 - 2018 : Once Upon A Time (33 épisodes)
- 2013 : Once Upon a Time in Wonderland (saison 1, épisodes 1 et 7)
- 2019 : Jessica Jones (saison 2, épisode 11)
- depuis 2021 : The Nevers (en cours)

### Productrice
- 1998 - 2003 : Buffy contre les vampires (88 épisodes)
- 2003 - 2004 : Gilmore Girls (22 épisodes - déléguée)
- 2005 : Tru Calling : Compte à rebours (6 épisodes - déléguée)
- 2005 : The Inside : Dans la tête des tueurs (13 épisodes - déléguée)
- 2006 : Jake in Progress (20 épisodes - déléguée)
- 2006 - 2009 : Battlestar Galactica (20 épisodes - déléguée)
- 2007 : Andy Barker, P.I. (3 épisodes - consultante)
- 2007 : Battlestar Galactica: Razor Flashbacks (7 épisodes - déléguée)
- 2007 : Battlestar Galactica: Razors (téléfilm)
- 2008 - 2009 : Battlestar Galactica: The Face of the Enemy (10 episodes - déléguée)
- 2009 : Dollhouse (8 épisodes - consultante)
- 2010 : Caprica (17 épisodes)
- 2011 : Torchwood : Le Jour du Miracle (10 épisodes - déléguée)
- 2011 - 2014 : Husbands (20 épisode - déléguée, également co-créatrice)
- 2011 - 2018 : Once Upon A Time (68 épisodes - consultante)
- depuis 2021 : The Nevers (en cours - déléguée)